# 藤田謙一
藤田 謙一（ふじた けんいち、1873年（明治6年）1月5日 - 1946年（昭和21年）3月12日）は、日本の実業家、政治家。日本商工会議所初代会頭、貴族院議員。

## 人物・来歴
青森県弘前市に、武将明石全登の末裔で津軽藩士だった父明石永吉、母ともの次男として生まれる。5歳のときに、親戚の藤田正三郎の養子となり、藤田姓を名乗る。
東奥義塾を中退、1891年（明治24年）に上京し、東京・神田駿河台の明治法律学校（現在の明治大学）に入学する。法学博士・熊野敏三の書生になる。同学を卒業し、大蔵省（現在の財務省）に入省する。
1901年（明治34年）に大蔵省を辞し、翌1902年（明治35年）、「天狗煙草」で知られる岩谷松平の岩谷商会の支配人となる。岩谷の個人商店だった岩谷商会を会社組織化し、専務理事となった。1904年（明治37年）の専売制実施の際、政府による同社の買収金額を莫大なものとした。
1909年（明治42年）5月に東洋製塩に入社、取締役となり再建に尽力、翌1910年（明治43年）には同社を台湾塩業と改称し、専務取締役に就任し、鈴木商店顧問となった。1912年（大正元年）9月10日、映画会社4社統合による日活設立の音頭をとり、のちに同社の社長となるほか、堤康次郎に招かれ千ヶ滝遊園地（1917年）、箱根土地（1920年、後のコクド、現在はプリンスホテルに合併）の社長に就任、東京毛織専務取締役、広島瓦斯電軌（現在の広島電鉄・広島ガス）社長、そのほか、多くの会社の代表や取締役を歴任、育英事業を手がけるべく、東京に藤田育英社を創立する。
1926年（大正15年）、53歳のとき、藤山雷太、指田義雄に次いで東京商業会議所の第3代会頭となる。1928年（昭和3年）、55歳のとき、日本商工会議所の初代会頭に就任、同年4月4日、貴族院勅選議員となる。また、国際労働会議に資本家代表として出席している。同年、八千代生命保険の小原達明が帝国火災保険の社長を退陣、藤田がかわって社長に就任している。
1928年（昭和3年）、上野公園で開催された御大礼記念国産振興博覧会の会長を務める。同年3月24日の開会式には、載仁親王を迎えた。
1929年（昭和4年）11月6日、売勲事件で賞勲局総裁天岡直嘉へ勲三等受章の見返りに5,000円を贈ったとして召喚収容されるが、即日釈放される。1935年（昭和10年）9月28日、大審院で上告が棄却され、藤田に懲役3月（執行猶予3年）の判決が確定する。これにより勲三等及び第一回国勢調査記念章、大礼記念章（昭和）、紺綬褒章を褫奪され、同年10月4日、貴族院を除名となり、政界を引退する。
1946年（昭和21年）3月12日に死去。満73歳没。

## 栄典
- 1928年（昭和3年）12月28日 - 勲三等瑞宝章
  - 1938年（昭和13年）9月10日 - 褫奪

## 関連事項
- コクド
- 帝国火災保険
- 大正バブル
- 藤田記念庭園